# Hou Zhihui
Hou Zhihui (n. 18 martie 1997, Meitang⁠(d), Zhangshi⁠(d), Hunan, Republica Populară Chineză) este o sportivă ce a reprezentat Republica Populară Chineză, medaliată olimpică. A participat la o ediție a Jocurilor Olimpice (2020) în care a câștigat o medalie de aur.